# Giuseppe Saragat
Giuseppe Saragat (19. září 1898 Turín – 11. června 1988 Řím) byl italský politik. V letech 1964–1971 byl prezidentem Itálie, pátým v historii, 1963–1964 ministrem zahraničních věcí. V období 1946–1947 byl předsedou italského parlamentu.
Po druhé světové válce byl člen Italské socialistické strany. Roku 1947 však stranu opustil a založil Socialistickou dělnickou stranu Itálie (Partito Socialista dei Lavoratori Italiani), která byla později přejmenována na Italskou socialistickou demokratickou stranu (Partito Socialista Democratico Italiano). Saragat byl až do své smrti jejím neformálním lídrem (oficiálně jí předsedal v letech 1947–1954, 1957–1964 a roku 1976). Strana sehrávala důležitou roli v poválečném italském politickém systému, protože byla koaličním partnerem křesťanských demokratů (Democrazia Cristiana), kteří dlouho odmítali spolupracovat s Italskou socialistickou stranou.

## Vyznamenání
- velkokříž Řádu znovuzrozeného Polska – Polsko, 1965[1][2]
- Nejvyšší řád Kristův – Vatikán, 1966[3]
- rytíř Řádu slona – Dánsko, 16. května 1966
- Řád Serafínů – Švédsko, 1. června 1966
- rytíř Řádu Šalomounova – Etiopské císařství, 1. listopadu 1970
- čestný rytíř velkokříže Řádu lázně – Spojené království, 22. dubna 1969[4]
- rytíř velkokříže s řetězem Řádu bílé růže – Finsko, 1971[5]